# Basilique du Saint-Sauveur de Santiago du Chili

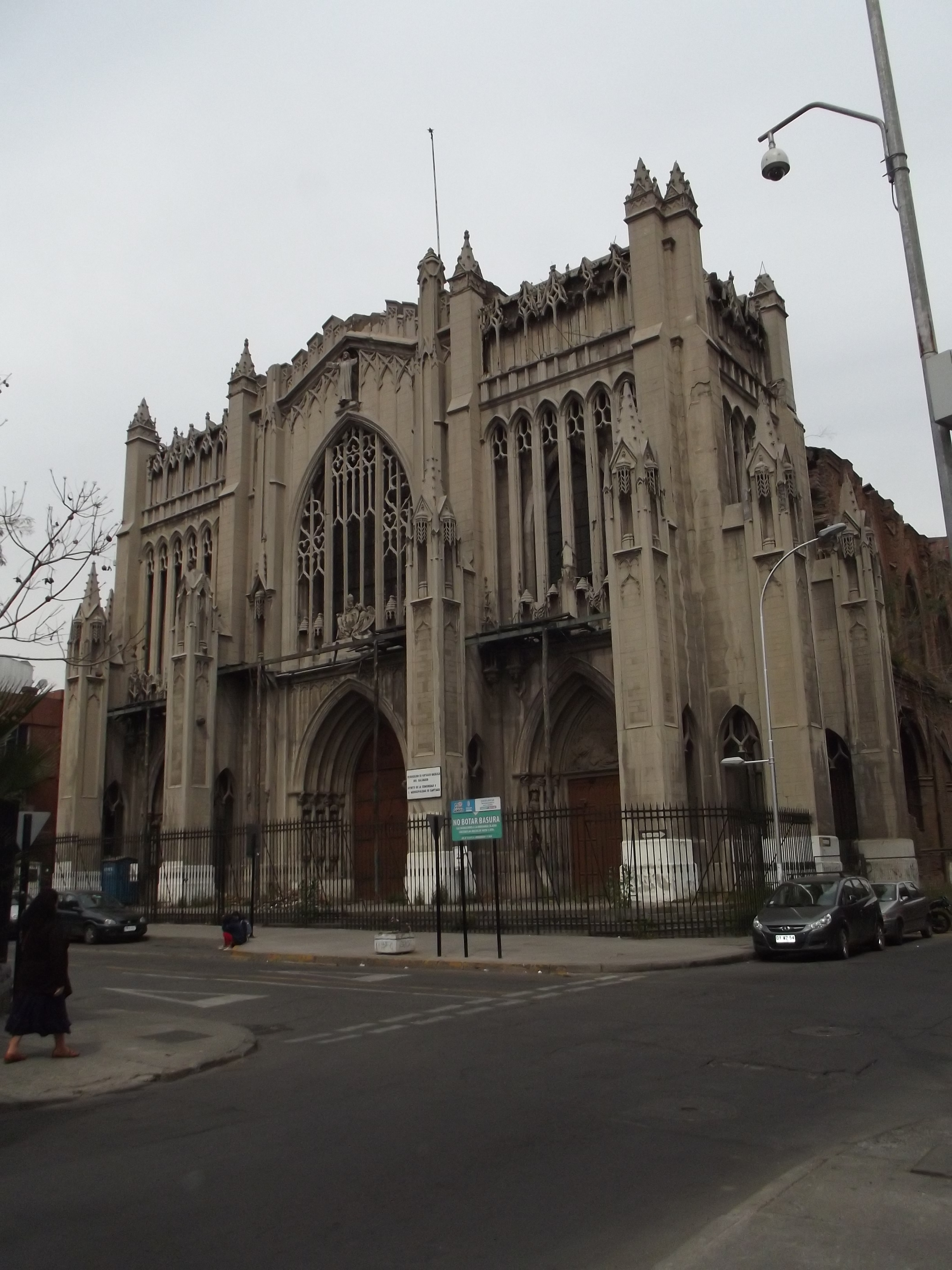
Façade principale de la basilique.

La basilique du Saint-Sauveur (basílica del Salvador) est une église catholique située à Santiago du Chili d'architecture néogothique. Elle est sise à l'angle des rues Huérfanos et Almirante Barroso et se trouve dans un état déplorable depuis les tremblements de terre de 1985 et 2010 qui ont particulièrement affecté le centre-ville. L'édifice est fermé au public.

## Description
Cet édifice de style néogothique avec des apports romans et germaniques présente trois nefs parallèles de même hauteur, ce qui est unique au Chili. Les nefs latérales se terminent en chapelles de chaque côté du maître-autel. Le chœur après le transept est à la hauteur du triforium. L'intérieur est éclairé de vitraux de grande qualité, provenant de Belgique. Tant les colonnes lobées que les murs et les voûtes sont richement décorés, avec une profusion de dorures. La façade principale se caractérise par sa fine maçonnerie de briques. Elle mesure 98 m de long pour 37 de large avec une hauteur intérieure de 30 m et elle peut accueillir cinq mille personnes, seule église donc comparable à la cathédrale Saint-Jacques de la ville. 

## Histoire

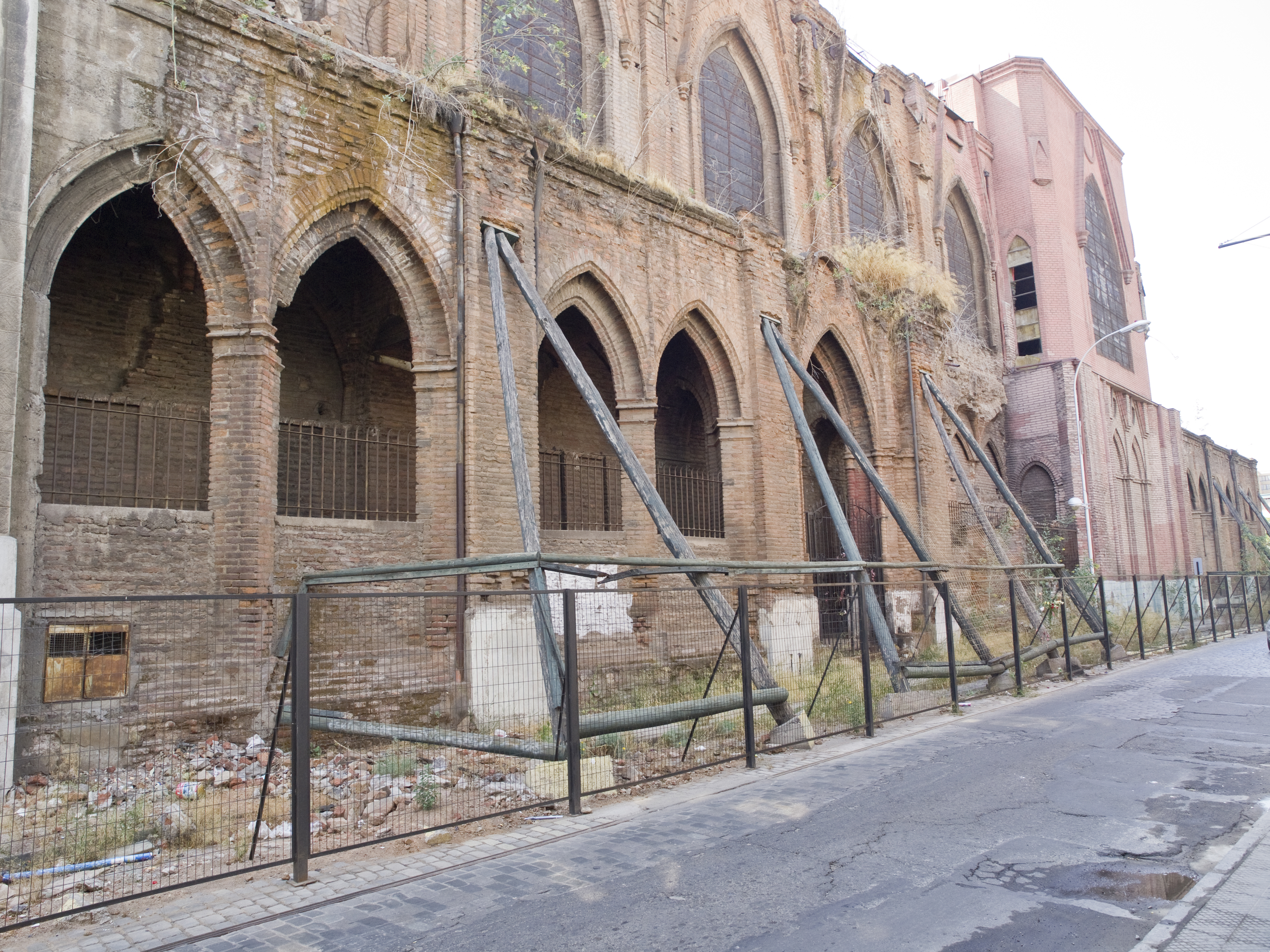
État de l'église après les tremblements de terre.

La première pierre de la basilique est posée en 1870 après l'incendie de l'église de la Compagnie de Jésus (construite entre 1595 et 1631) qui a lieu le 8 décembre 1863. les plans sont confiés à l'architecte allemand Theodor Burchard en 1871, puis c'est au tour de l'architecte chilien, Josué Smith Solar, de mener les travaux qui durent soixante ans jusqu'en 1932. L'église est consacrée en 1900. Le pape Pie XI élève l'église au rang de basilique mineure le 20 octobre 1937. Elle connaît son apogée entre  1925 et 1940 lorsque le quartier de Brasil où elle se trouve est fréquenté par l'élite de la ville qui suit donc les offices dans cette église. Jusqu'en 1984, il était de tradition d'effectuer dans le quartier une grande procession de la Vierge du Carmel dont la statue richement ornée sortait de l'église. En 1977, la basilique est inscrite comme monument national. 
Elle est aujourd'hui dans un état déplorable à cause du tremblement de terre du 3 mars 1985 et de celui du 27 février 2010 qui aggrave encore la situation (ayant détruit une partie du toit, un mur latéral et quatre vitraux provenant de Munich de la fin du XIXe siècle). 
La basilique abrite la tombe de Mgr Rafael Edwards Salas (1878-1938), évêque auxiliaire de Santiago du Chili et premier vicaire militaire du Chili. L'édifice est fermé et inaccessible.

## Notes et références

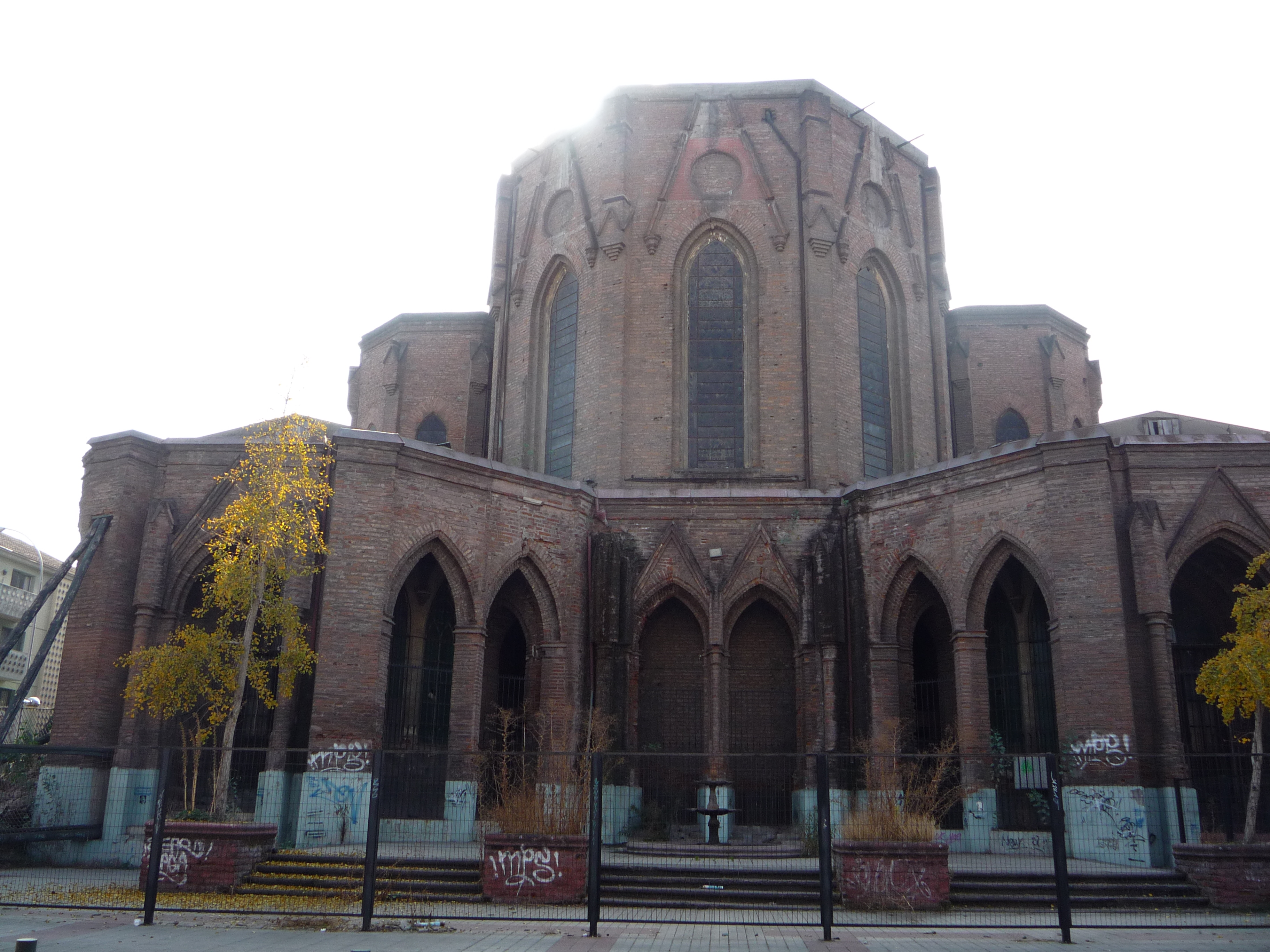
Chevet fortement dégradé de la basilique.